# Christiane F. – Wir Kinder vom Bahnhof Zoo
Christiane F. – Wir Kinder vom Bahnhof Zoo (titulada en español Yo, Cristina F.) es una película alemana de 1981, basada en la novela de no ficción Los niños de la estación del Zoo, escrita por los periodistas Kai Hermann y Horst Rieck, publicada y editada por la revista alemana Stern en 1978, que narra la historia del personaje principal, Christiane F.
Con la publicación del libro y la conmoción generada en la opinión pública por el drama vivido por la joven Christiane, el director Uli Edel decidió transformar la historia de Christiane y de los jóvenes de la Estación de Berlín Zoologischer Garten de Berlín en una película. El lanzamiento de Christiane F. – Wir Kinder vom Bahnhof Zoo fue en 1981, y contó con la actriz Natja Brunckhorst interpretando a Christiane, y Thomas Houstein como Detlef R. A pesar de no haber actuado nunca, la actriz de quince años sorprendió a los críticos con una interpretación chocante. Edel descubrió a Natja cuando ella jugaba en el patio de su colegio. Natja aceptó el papel y, con el consentimiento de sus padres, participó en la película. Thomas Houstein, que interpretó a Detlef, fue descubierto en un club deportivo y, en principio, rechazó el papel.

## Sinopsis
Christiane Felscherinow, de trece años, vive con su madre, su hermana menor y su gato en su pequeño apartamento en un edificio de viviendas sociales en las afueras de Berlín Occidental a fines de los años setenta. Está cansada de vivir allí y es una gran fan de David Bowie. Luego, ella oye hablar de Sound, una nueva discoteca de moda en el centro de la ciudad. Aunque no tiene la edad suficiente para entrar, se viste con tacones altos y maquillaje, y le pide a una popular amiga de la escuela, Kessi, que va allí con regularidad, que la lleve. Kessi también le proporciona pastillas. En el club, conoce a un chico un poco mayor llamado Detlef, que es parte de una camarilla donde todos usan varios tipos de drogas.

## Reparto
- Natja Brunckhorst como Christiane
- Thomas Haustein como Detlef
- Jens Kuphal como Axel
- Christiane Reichelt como Babette Döge "Babsi"
- Daniela Jaeger como Kessi.
- David Bowie como él mismo
- Reiner Wölk como Atze
- Jan Georg Effler como Bernd
- Kerstin Richter como Stella
- Peggy Bussieck como Puppi
- Kerstin Malessa como Tina
- Bernhard Janson como Milan
- Cathrine Schabeck como Linda

## Producción

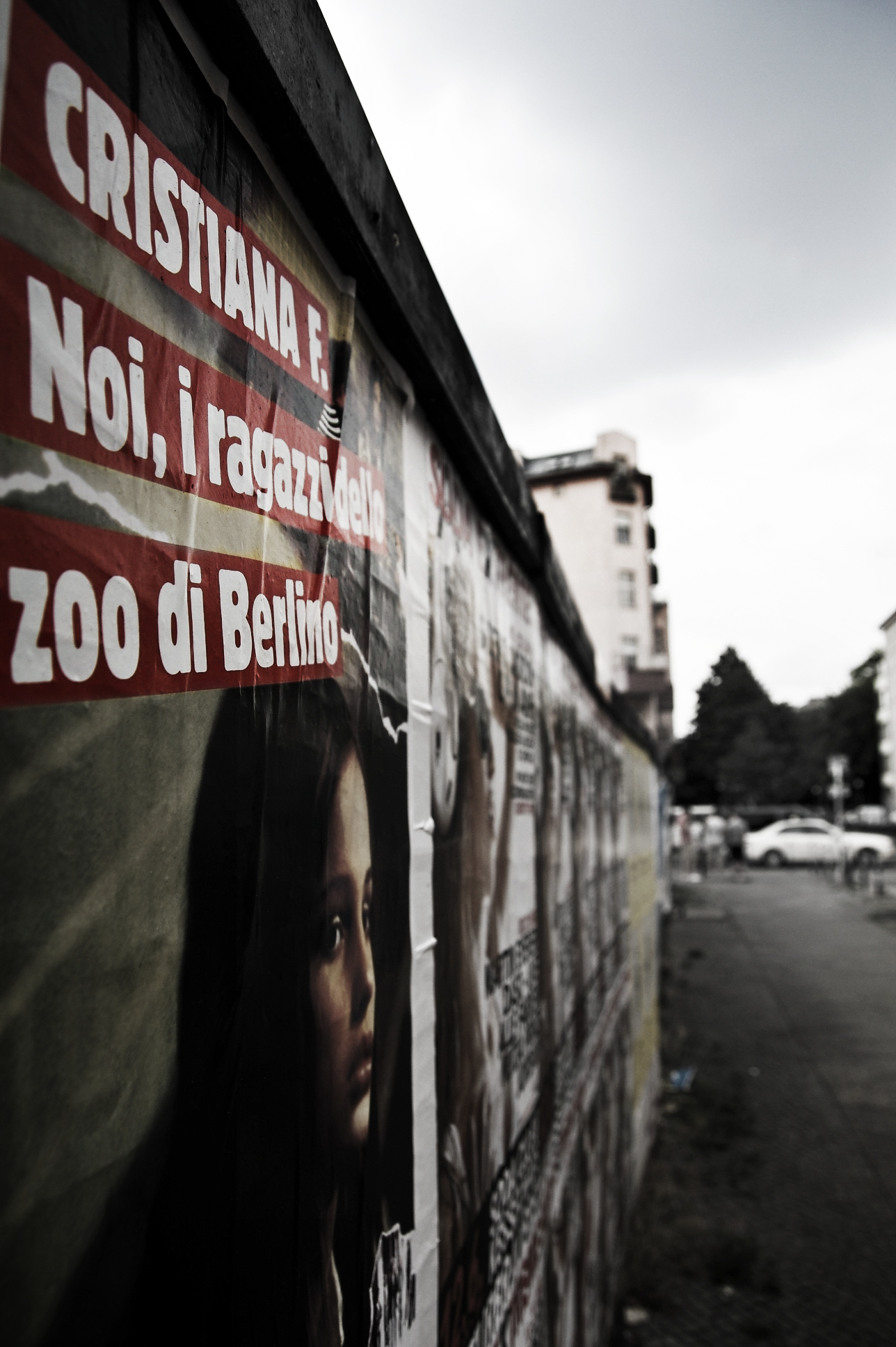
póster de la película en Italia.

La película se rodó con bajo presupuesto en 1980 y se estrenó en 1981, pero ambientada entre 1975 y 1977 en Berlín Occidental . Se salta el principio y el final del libro y se concentra en la historia principal, comenzando cuando Christiane comienza su vida nocturna en Berlín alrededor de los 13 años, y se detiene abruptamente después de su intento de suicidio al afirmar que se recuperó. En la historia real, Christiane F. nunca se recuperó completamente de su adicción, ni sus problemas terminaron con un viaje a Hamburgo para comenzar la abstinencia.
Originalmente la película iba a ser dirigida por Roland Klick , pero fue despedido sólo dos semanas antes del rodaje, tras un enfrentamiento con Bernd Eichinger. Uli Edel entró para dirigir la película. La cinematografía es sombría y lúgubre, y muestra un Berlín de clase trabajadora en ruinas con estructuras deterioradas y telones de fondo sucios y arruinados.
El elenco está compuesto principalmente por actores primerizos, la mayoría de los cuales todavía estaban en la escuela en ese momento y en su mayoría no han seguido carreras como actor desde entonces. Natja Brunckhorst es la única miembro del reparto que continuó actuando en el cine y la televisión alemana, comenzando con Querelle de 1982 de Rainer Werner Fassbinder, en ese momento la película con un tema fuertemente homosexual más taquillera. "Stella" (Catherine Schabeck) de la vida real, que entonces tenía 18 años, tiene un breve cameo como la traficante de drogas que vende la primera dosis de heroína a Detlev.
La mayoría de los extras en la estación de tren y en Sound eran consumidores de drogas y trabajadoras sexuales. En la escena en la que Christiane corre por los callejones de la estación para encontrar a Babsi, la cámara se detiene en varios drogadictos apoyados contra las paredes del paso subterráneo. En una entrevista de 2011, Thomas Haustein, quien interpretó a Detlev y todavía estaba en la escuela en ese momento, recordó lo aterrorizado que se sentía al estar rodeado de adictos en la vida real, pero que pudo copiar con éxito su comportamiento para su personaje. Ahora sería ilegal que menores actuaran en las escenas gráficas de tiroteos, desnudez y sexo de la película; En ese momento, sin embargo, todo lo que se necesitaba era una carta de consentimiento por escrito de los padres para continuar con la filmación. 
El concierto de David Bowie que aparece en la película en realidad tuvo lugar en la ciudad de Nueva York, y solo asistieron algunos miembros del equipo y el elenco, porque en ese momento Bowie actuaba en Broadway varias noches a la semana y no podía filmar en Berlín. Los primeros planos de Bowie fueron de esta actuación en Nueva York, mientras que las escenas de audiencia masiva fueron de un concierto de AC/DC en Alemania. Los dos fueron empalmados para parecer un solo evento.
Natja Brunckhorst recordó una escena rodada en la calle Kurfürstenstraße en la que su personaje está solo esperando a que alguien la recoja. "Era una toma larga, por lo que el equipo de cámara estaba lejos. Llegó un coche y estaba a punto de entrar cuando vi, por el rabillo del ojo, a algunos miembros del equipo corriendo hacia mí gritando: "¡No! ¡No! ¡No!" Y me di cuenta: era un chico real, no un actor, que intentaba ligar conmigo. Casi me meto en un auto con alguien que quería acostarse con un niño de 13 años", dijo.

## Banda sonora

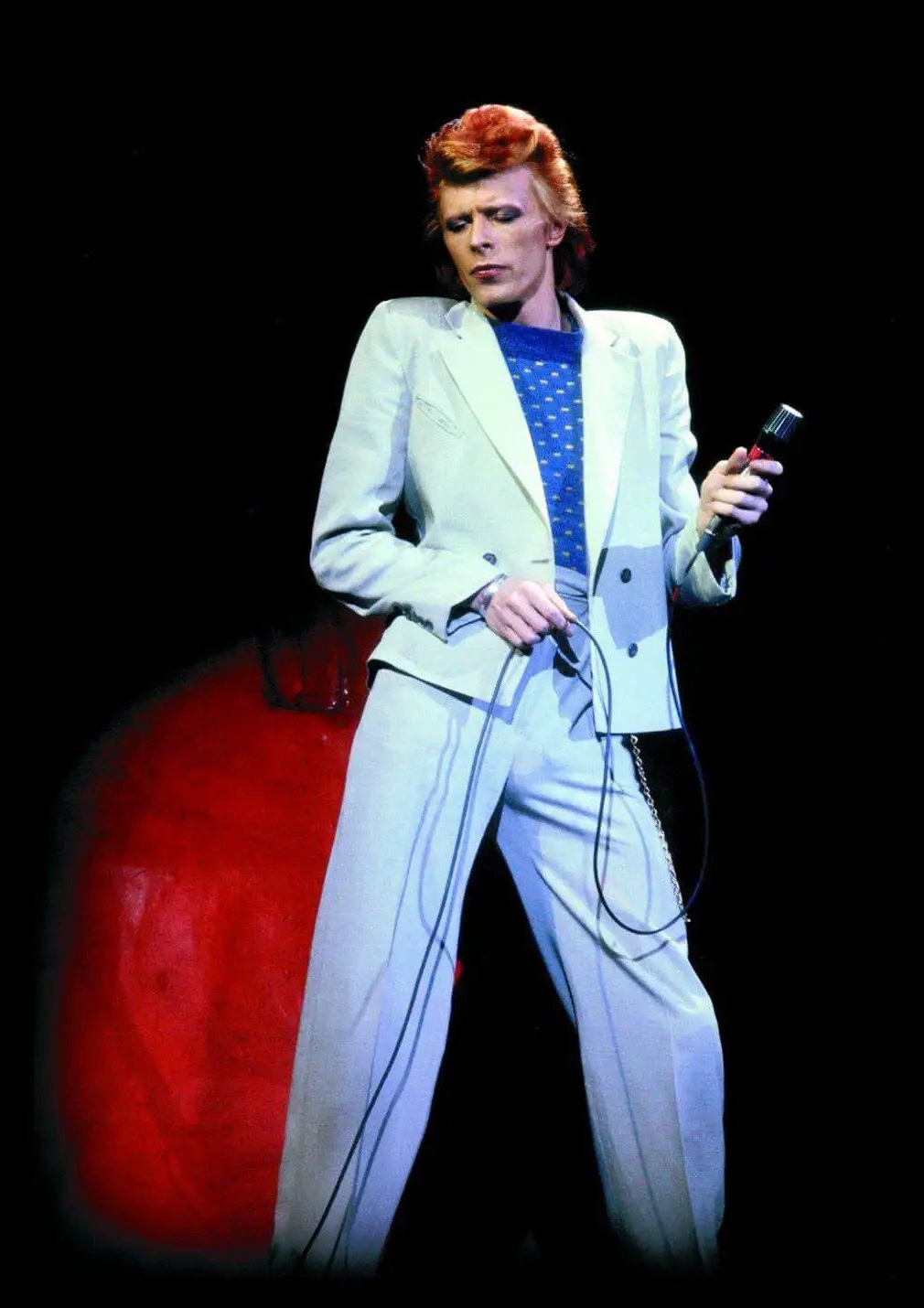
David Bowie forma parte del elenco del filme

Todas las canciones usadas en la película fueron escritas por David Bowie, excepto "Heroes/Helden", escrita por Bowie/Eno/Maas, y "Boys Keep Swinging" y "Look Back In Anger", ambas escritas por Bowie/Eno. Según el libro, la verdadera Christiane F. había tenido su primera experiencia con la heroína en un concierto de David Bowie unos años antes; esto se cuenta en la película con David Bowie como él mismo. La escena del concierto se filmó en octubre de 1980 en el club nocturno Hurray de Nueva York, que se vistió para parecerse a un club nocturno de Berlín (Bowie aparecía todas las noches en Broadway en ese momento, por lo que el director Uli Edel tuvo que filmar la secuencia en Nueva York).

### Lista de temas
1. "V-2 Schneider"
2. "TVC 15"
3. "Heroes/Helden"
4. "Boys Keep Swinging"
5. "Sense of Doubt"
6. "Station to Station" (en vivo)
7. "Look Back in Anger"
8. "Stay"
9. "Warszawa"

## Recepción
La película obtuvo críticas positivas y fue la más vista en Alemania desde su estreno, con más de 4 millones de espectadores.
En el sitio web de agregador de reseñas Rotten Tomatoes, la película tiene una calificación de 78% según 9 reseñas.